# Congrès de Tucumán
Pour la station de métro, voir Congreso de Tucumán (métro de Buenos Aires).
Le Congrès de Tucumán (en esp. Congreso de Tucumán) était une assemblée législative et constituante des Provinces Unies du Río de la Plata (État autonome ayant succédé à la Vice-royauté du Río de la Plata et comprenant le territoire des actuels États d’Argentine, de Bolivie, d’Uruguay et du Paraguay), qui se réunit entre 1816 et 1820, d’abord dans la ville de San Miguel de Tucumán, ensuite dans la capitale Buenos Aires. Elle fut appelée à siéger alors que le pouvoir, incarné par un Directoire unipersonnel secondé d’un comité législatif restreint, était confronté à un double contexte conflictuel : d’anarchie interne d’une part, provoquée par les tendances centrifuges des provinces dites de l’intérieur, sous la domination de caudillos locaux, et d’autre part de tentatives de reconquête du territoire par les royalistes espagnols. De cette assemblée, l’histoire argentine retiendra en particulier qu’elle sanctionna en 1816 la Déclaration d’indépendance de l’Argentine et qu’elle rédigea la Constitution unitaire de 1819.

## La révolution et l’indépendance
La révolution de Mai, survenue en 1810 dans la Vice-royauté du Río de la Plata, avait donné naissance aux Provinces-Unies du Río de la Plata. Cependant, alors que le but avoué de la majeure partie des révolutionnaires était de réaliser l’indépendance totale du nouvel État, au moins formellement, ces mêmes révolutionnaires déclaraient encore agir au nom du roi Ferdinand VII, de qui ils reconnaissaient la souveraineté. Cette situation prévalut, en particulier dans les documents officiels, sous tous les régimes politiques qui suivirent la Première Junte, le premier gouvernement autonome, institué en 1810 ; en effet, si les documents intérieurs et les idées que les dirigeants politiques exprimaient dans la presse laissaient clairement entendre que l’on se proposait bien de faire des Provinces-Unies un État indépendant, en revanche, dans les documents que les diplomates emportaient avec eux à l’extérieur était maintenu ce qu’il était d’usage d’appeler le masque de Ferdinand.
Le premier triumvirat, qui dirigea la jeune république de septembre 1811 à octobre 1812, requit que fût convoquée une Assemblée générale des peuples – c’est-à-dire, des villes vice-royales et de leurs juridictions – dans la capitale Buenos Aires. Toutefois, à la première velléité qu’eut cette Assemblée de légiférer sans se soumettre à l’autorité du triumvirat, elle fut dissoute sans ménagement.
Le second triumvirat, qui gouverna à partir d’octobre 1812, ordonna et obtint la réunion à Buenos Aires de la dénommée Assemblée de l'an XIII. Il était escompté de celle-ci, dont l’intitulé officiel était Assemblée générale constituante, qu’elle déclarât l’indépendance des Provinces-Unies et sanctionnât une constitution. De fait, bien qu’elle posât des actes et prît une série de décisions politiques à la mesure du pouvoir législatif d’une nation souveraine, elle n’en vint jamais à rédiger une quelconque constitution et continua, pour la diplomatie, de s’affubler du masque de Ferdinand.
L’Assemblée dissolut le triumvirat à la fin de 1813, et le remplaça par un exécutif unipersonnel, appelé Directoire (en esp. Directorio), dont le titulaire assumait officiellement la charge de Directeur suprême des Provinces-Unies du Río de la Plata. En avril 1815, une révolution dans la capitale renversa le Directeur suprême Carlos María de Alvear, entraînant la dissolution de l’Assemblée de l’an XIII.

## La convocation du Congrès de Tucumán

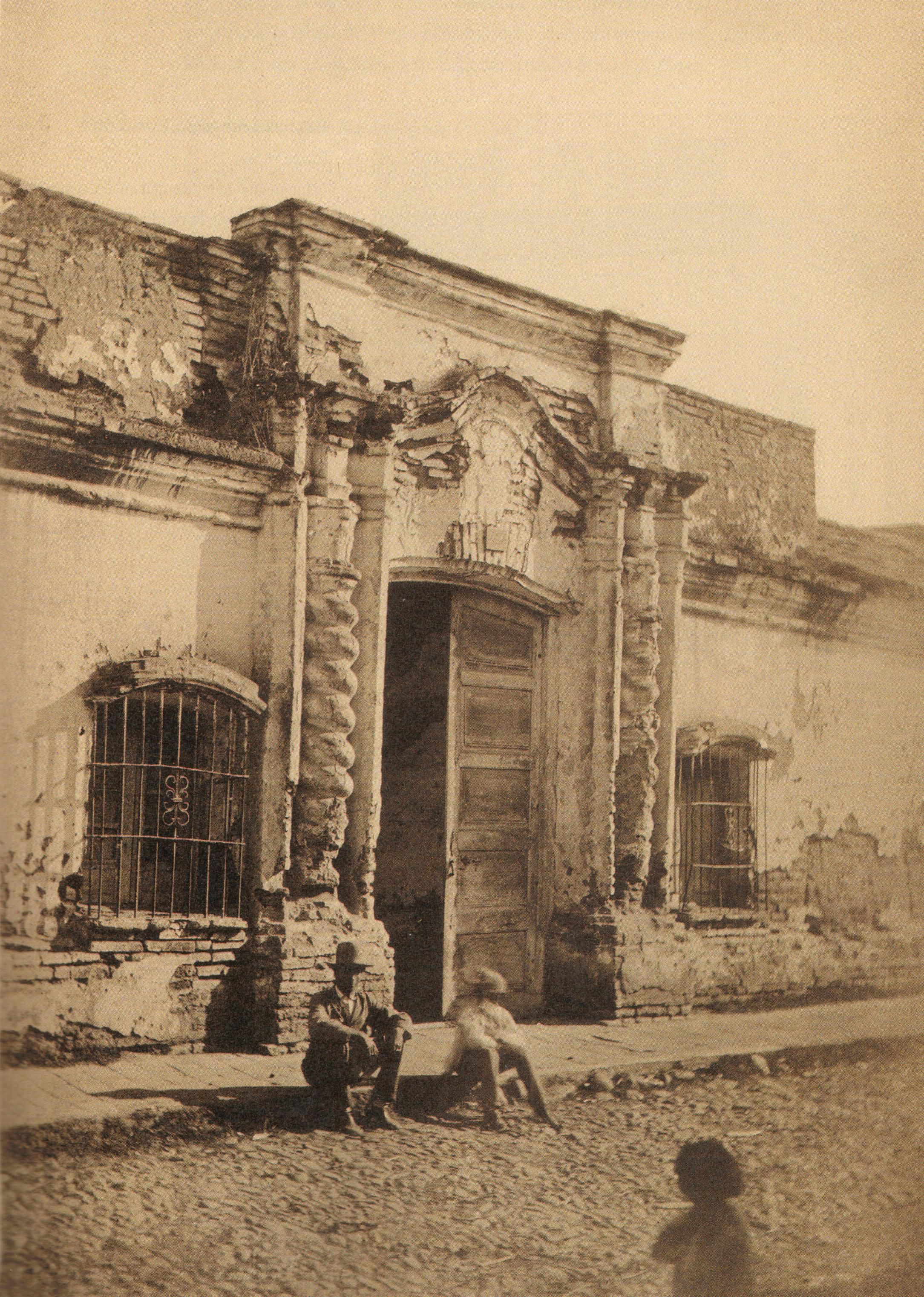
Maison à Tucumán où eut lieu le Congrès. Photographie prise une cinquantaine d'années après l'événement.

Pour remplacer Alvear chassé du pouvoir, le cabildo de Buenos Aires élut Directeur suprême le général José Rondeau, et nomma Ignacio Álvarez Thomas pour son suppléant dans la capitale, attendu que Rondeau se voyait contraint par la situation militaire à séjourner dans le nord du pays. À titre provisoire, le pouvoir législatif fut assumé par une Junte d’observation (en esp. Junta de Observación), également nommée par le Cabildo, et se composant de Pedro Medrano, Esteban Agustín Gascón, José Mariano Serrano, Antonio Sáenz et Tomás de Anchorena.
Le 5 mai 1815, ce comité législatif sanctionna un statut provisoire, propre à régir les actes du Directeur suprême et des gouvernements de province. Si ce statut ne parvint jamais, en pratique, à entrer effectivement en vigueur, il mérite cependant mention en raison de son article 30, lequel stipulait que le Directeur « ...après avoir pris possession du commandement, invitera, avec une particulière diligence et efficacité, toutes les villes et tous les bourgs des provinces intérieures à nommer promptement les députés appelés à former la Constitution, et qui devront se réunir en la ville de Tucumán. »
Cette convocation fut rédigée par le Directeur suprême suppléant Álvarez Thomas dans la seconde moitié de l’année 1815, et les députés furent élus dans les dernières semaines de cette même année ou dans les premières de l’année suivante. Chaque province élut un député par 15 000 habitants.
Le choix de la ville de Tucumán s’explique par les immenses difficultés qu’avait éprouvées l’Assemblée de l’an XIII par suite du refus des fédéralistes de subir l’ascendant des élites portègnes ; en particulier, les représentants orientaux étaient allés jusqu’à exiger explicitement, par voie des fameuses instructions de l’an XIII, que le gouvernement ne fût point établi dans la ville de Buenos Aires. Comme, du reste, le statut provisoire avait été rédigé sous l’influence d’une révolution menée en alliance avec les fédéralistes, le Directoire ne pouvait que donner suite à cette exigence. Le pouvoir porta donc, pour y faire tenir le Congrès, son choix sur Tucumán, ville pourtant fort éloignée de la zone d’influence du chef fédéraliste José Gervasio Artigas ; ce choix cependant fut justifié par la situation de la ville, qui, en plus d’être protégée par l’armée du Nord, dont le quartier-général se trouvait établi dans la ville même, se situait approximativement au centre de l’ancienne Vice-royauté.
Les séances commencèrent le 24 mars 1816, en présence de 33 députés. Pour permettre aux séances de se tenir, une maison, propriété de Francisca Bazán de Laguna, fut prise en location, – édifice qui sera déclaré Monument historique national en 1941.

## Les députés
Dans la liste ci-dessous sont recensés les députés du Congrès, avec mention de la province dont ils étaient les représentants :
Pour Buenos Aires : Tomás Manuel de Anchorena, José Darragueira, Esteban Agustín Gascón, Pedro Medrano, Juan José Paso, Cayetano José Rodríguez et Antonio Sáenz ; pour Catamarca : Manuel Antonio Acevedo et José Eusebio Colombres ; pour Córdoba : José Antonio Cabrera, Miguel Calixto del Corro, Eduardo Pérez Bulnes et Jerónimo Salguero de Cabrera y Cabrera ; pour Charcas : José Severo Malabia, Mariano Sánchez de Loria et José Mariano Serrano ; pour Chichas : José Andrés Pacheco de Melo et Juan José Feliciano Fernández Campero ; pour Jujuy : Teodoro Sánchez de Bustamante ; pour La Rioja : Pedro Ignacio de Castro Barros ; pour Mendoza : Tomás Godoy Cruz et Juan Agustín Maza ; pour Mizque : Pedro Ignacio Rivera ; pour Salta : Mariano Boedo, José Ignacio de Gorriti et José Moldes ; pour San Juan : Francisco Narciso de Laprida et Justo Santa María de Oro ; pour San Luis : Juan Martín de Pueyrredón ; pour Santiago del Estero : Pedro León Gallo et Pedro Francisco de Uriarte ; pour Tucumán : le Dr. Pedro Miguel Aráoz et le Dr. José Ignacio Thames.
Parmi eux, dix-huit étaient avocat, neuf appartenaient au clergé séculier, et deux au clergé régulier, tandis que les quatre autres étaient des militaires.
Plusieurs territoires des provinces du Haut-Pérou, qui avaient également fait partie naguère de la Vice-royauté du Río de la Plata, ne furent pas en mesure, ayant été entre-temps reconquis par les royalistes, de faire parvenir leurs représentants. Ce fut le cas de La Paz, de Cochabamba, de Santa Cruz de la Sierra et de Potosí. Durant la troisième expédition auxiliaire dans le Haut-Pérou, des députés purent être élus pour Chichas, Charcas et Mizque, mais seuls quelques-uns parmi eux réussirent à siéger dans le Congrès.
Par contre, les provinces de la Ligue fédérale (en esp. Liga Federal ou Liga de los Pueblos Libres), à savoir la bande Orientale, la province de Corrientes, la Province d'Entre Ríos, la province de Misiones et la province de Santa Fe, ne dépêchèrent pas de représentants, pour être de fait en état de guerre civile avec le gouvernement central. Seule la province de Córdoba – laquelle se considérait également comme faisant partie de la Ligue, mais sans être pour autant en guerre avec le Directoire – envoya ses représentants, tous penchant clairement en faveur du fédéralisme.
Pour sa part, le Paraguay était d’ores et déjà un territoire indépendant de fait, tant vis-à-vis de l’Espagne que des Provinces-Unies. Dès 1813, par la voie d’un Congrès national, il avait changé son nom de Province du Paraguay en République du Paraguay. Le gouvernement de José Gaspar Rodriguez de Francia était opposé à tout lien avec Buenos Aires.

## Fonctionnement du Congrès

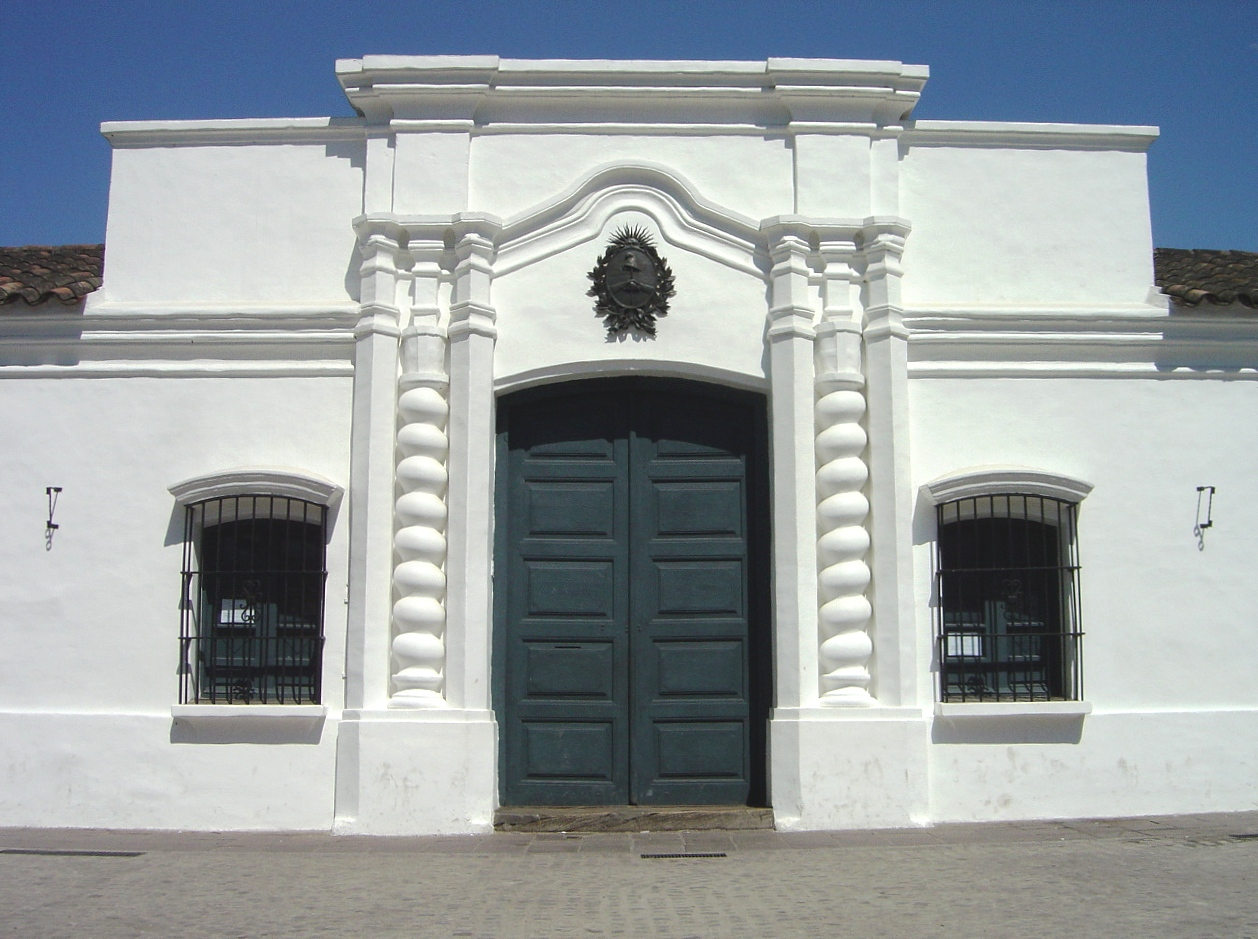
Maison de l’indépendance argentine à Tucumán

Lors des premières sessions, les députés se penchèrent d’abord sur le règlement interne du Congrès et sur les questions politiques intérieures. En ce qui concerne le règlement interne, ils nommèrent un président et disposèrent que la présidence du Congrès devait être régi par un système de roulement, chacun ne pouvant occuper cette charge pendant plus d’un mois. Ensuite, ils élurent deux secrétaires ; ce titre échut à Juan José Paso et à José Mariano Serrano.
Afin de se différencier des actions de l’Assemblée de l’an XIII, les députés se déclarèrent députés des Peuples, et non de la Nation, exprimant par là, théoriquement, qu’ils dépendaient des villes que les avaient élus, et que celles-ci étaient habilitées à les révoquer. D’autre part cependant, ils prirent soin de ne pouvoir être inquiétés en raison de leurs actes ou de leurs opinions lors du Congrès, ce qui invalidait partiellement leur déclaration antérieure.
Les actes du Congrès, que l’on soupçonne d’avoir été partiales et par trop sommaires, finirent par se perdre, sans doute à cause du manque d’attention qui leur était prêtée. En contrepartie, le député Cayetano Rodríguez s’employa à rédiger un carnet, nommé El Redactor del Congreso, dans lequel il tint registre des faits et gestes du Congrès, pour en faire part aux journaux de la capitale ; c’est aujourd’hui principalement au travers du Redactor que les faits survenus durant la tenue du Congrès nous sont connus, ainsi que les idées d’une partie des députés.
Dans une première phase, la nécessité de s’atteler simultanément à plusieurs questions très diverses compliquait les activités du Congrès. À l’issue d’un mois de ce fonctionnement assez désordonné, une commission composée de Gascón, Sánchez de Bustamante et Serrano fut désignée, qui rédigea une Note sur les matières de première et prioritaire attention (‘Nota de Materias de Primera y Preferente Atención’). Lesdites matières devaient comprendre : un manifeste aux peuples, la déclaration d’indépendance – citée en deuxième lieu seulement –, l’envoi de députés en Espagne, les pactes entre provinces, la forme de gouvernement, un projet de constitution, un plan de guerre, le financement public, la détermination des limites de l’État, la création de villes et de bourgs, l’administration judiciaire, et les établissements d’enseignement.

## Action initiale
Parmi les premières questions qu’eut à régler le Congrès figurait la situation du Directoire : Álvarez Thomas, démissionnaire, avait dû être remplacé par Antonio González Balcarce ; ensuite, le titulaire du Directoire, le général Rondeau, ayant de même remis sa démission, le Congrès désigna Directeur suprême, le 3 mai 1816, le général Juan Martín de Pueyrredón, député siégeant en son sein. Celui-ci ordonna à Manuel Belgrano de remplacer Rondeau comme commandant en chef de l’armée du Nord, puis tarda quelques semaines avant de se transporter à la capitale.
Cette nomination, en contrariant la candidature du colonel José Moldes, soutenu par le général Martín Miguel de Güemes, gouverneur de Salta, et par les députés de Córdoba, constitua un point de rupture. Moldes, homme de caractère, heurta de front les députés de Buenos Aires, et finit par être arrêté et suspendu de sa fonction de député.
À peine le Congrès fut-il installé que les fédéralistes réussirent une importante avancée militaire, s’emparant en effet de la ville de Santa Fe. Le Congrès réagit en diligentant une députation, avec la mission de pacifier la province, de faire reconnaître l’autorité du Directeur suprême, et d’obtenir de la province qu’elle envoyât un député au Congrès. À la tête de cette délégation se trouvait le député Del Corro, lequel non seulement ne parvint pas à réaliser une médiation efficace, mais encore s’en alla rejoindre le parti fédéraliste de José Artigas, allant jusqu’à assister — en qualité de député de Córdoba — au Congrès d’Orient, congrès de la Ligue fédérale qui se réunit à partir de 1815 dans la ville de Concepción del Uruguay.
Le 6 juillet, le général Manuel Belgrano, qui durant deux ans avait été ambassadeur des Provinces-Unies auprès du gouvernement de la Grande-Bretagne, assista au Congrès en séance secrète. Après avoir répondu à quelques questions, Belgrano préconisa un système monarchique « tempéré », c’est-à-dire constitutionnel, pour les Provinces-Unies. Il jugeait qu’afin d’incorporer le Pérou à la monarchie, la capitale devait être Cuzco, et qu’il convenait de nommer roi un descendant des Incas. Ses idées lui avaient été inspirées, ainsi qu’il le souligna lui-même dans son discours, par la restauration des monarchies en Europe à la suite de la défaite de Napoléon Bonaparte. Belgrano tint en effet le raisonnement suivant :

« Bien que la résolution de l’Amérique eût mérité à son origine, par la marche majestueuse qui la caractérisait à ses débuts, une haute considération de la part des puissances d’Europe, son glissement vers le désordre et l’anarchie, se prolongeant sur une durée si longue, a servi d’obstacle à la protection, que sans cela elle aurait obtenue ; c’est ainsi qu’aujourd’hui nous ne pouvons plus compter que sur nos propres forces. En outre, un changement complet d’idées est survenu en Europe en ce qui touche à la forme de gouvernement. Ainsi, si l’esprit général des nations tendait dans les années précédentes à tout républicaniser, aujourd’hui il s’agit de tout monarchiser.
La nation anglaise, avec la grandeur et la majesté auxquelles elle sut s’élever, a stimulé, par l’excellence de sa constitution monarchico-constitutionnelle davantage que par ses armes et ses richesses, les autres nations à suivre son exemple. La France l’a adopté. Le roi de Prusse, alors qu’il était en pleine jouissance de son pouvoir despotique, a fait par lui-même une révolution dans son royaume et s’est assujetti à des bases constitutionnelles identiques à celles de la nation anglaise, tandis que les autres nations ont procédé de même.
En accord avec ces principes, la forme de gouvernement le plus appropriée pour les provinces d’ici serait, dans ma conception, celle d’une monarchie tempérée où l’on ferait appel à la dynastie des Incas, en raison de la justice qu’impliquerait en soi la restauration de cette maison si iniquement dépouillée du trône ; à la seule nouvelle de quoi éclatera l’enthousiasme général des habitants de l’intérieur. »

## La Déclaration de l’indépendance

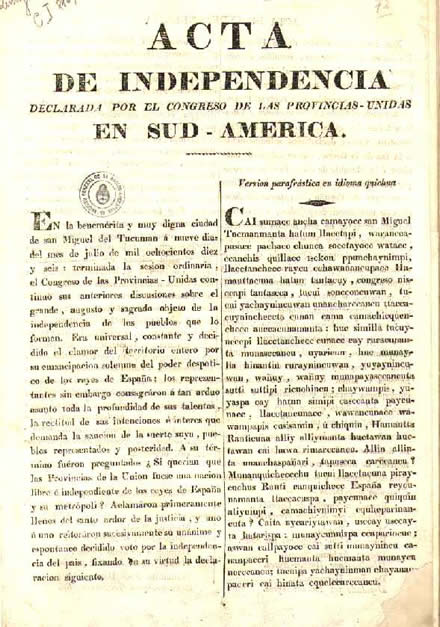
Déclaration de l’indépendance des Provinces-Unies en Amérique du Sud, en version espagnole et quechua.

En 1814, le roi d’Espagne Ferdinand VII étant remonté sur le trône, l’artificieuse loyauté au roi, que l’on avait affiché jusque-là, se trouva dénué de toute opportunité et pertinence. Cette circonstance, à laquelle s’ajoutait la croyance qu’une aide extérieure de quelque nature serait indispensable et que le pays ne pourrait en bénéficier que moyennant qu’il se fût auparavant déclaré indépendant, porta les députés à estimer qu’il était à présent urgent de proclamer l’indépendance.
Au même moment, le général José de San Martín, gouverneur de Cuyo, s’efforçait de mettre sur pied l’armée des Andes, destinée à prolonger vers le Chili la campagne libératrice. Nécessitant de l’aide extérieure, il pressait les députés de Cuyo à déclarer l’indépendance le plus tôt possible ; dans une lettre adressée au député Godoy Cruz, il lui déclarait :

« Jusqu’à quand attendrons-nous de déclarer notre indépendance ! Ne vous paraît-il pas une chose bien ridicule de battre monnaie, de posséder un pavillon, et pour finalement faire la guerre au souverain dont, le jour, l’on croit que nous dépendons ? Que nous manque-t-il pour que nous le disions ? D’autre part, quelles relations pourrons-nous nouer si nous sommes sous tutelle ? Les ennemis (et ils ont fortement raison) nous traitent d’insurgés, puisque nous nous déclarons vassaux... Haut les cœurs ! c’est par les hommes de courage que se sont faites les entreprises. Voyons clair, mon ami ; si cela ne se fait, le Congrès est nul en toutes ses parties, car, en assumant la souveraineté, il commet une usurpation à l’égard de celui qui est réputé être le souverain véritable, c’est-à-dire à l’égard de Fernandito. »

Cependant, l’heure était délicate : la réaction royaliste triomphait de toutes parts, depuis le Mexique jusqu’au Chili, en passant par le Haut-Pérou, lequel théoriquement appartenait encore aux Provinces-Unies. Seules demeuraient indemnes de la reconquête espagnole les Provinces-Unies, les territoires tenus par la Ligue fédérale — si on veut les considérer comme entité séparée des Provinces-Unies — et le Paraguay.
Finalement, le 9 juillet 1816, alors que le député Laprida assumait la présidence, d’après la relation qu’en donna le Redactor del Congreso,

« Dans la bonne et très-digne ville de Saint-Michel-de-Tucuman, le neuf juillet mil huit cent seize, la session ordinaire étant terminée, le congrès des Provinces-Unies a continué ses discussions antérieures sur l’objet grand, auguste et sacré de l’indépendance des peuples qui les composent. La voix de la Nation entière réclamait d’une manière unanime et persévérante son émancipation solennelle du pouvoir despotique des Rois d’Espagne ; les représentants, néanmoins, ont consacré à cette tâche si difficile toute la profondeur de leurs talents, toute la rectitude de leurs intentions ; et, après avoir mûrement réfléchi sur la nécessité d’assurer leur propre sécurité, celle des peuples qu’ils représentent et celle des générations à venir, ils ont posé la question suivante : Les Provinces de l’Union doivent-elles former une nation libre et indépendante des Rois d’Espagne et de la métropole ? À l’instant, pleins d’une sainte ardeur pour la justice, les Représentants ont répondu par acclamation ; puis ils ont réitéré individuellement et successivement leur vote spontané et unanime pour l’indépendance du pays ; et, en vertu des pouvoirs dont ils étaient investis, ils ont pris la résolution suivante : »

« Nous, Représentants des Provinces-Unies de l’Amérique du Sud, réunis en congrès- général, au nom des villes que nous représentons, et d’après l’autorité que nous tenons d’elles ; invoquant l’Éternel arbitre de l’univers, attestons à la face du Ciel, des Nations et de tous les habitants du globe, que la justice seule règle nos déterminations : déclarons solennellement à la face de la terre, que la volonté unanime et authentique de ces Provinces est de rompre les liens odieux qui les tenaient attachées aux Rois d’Espagne ; de recouvrer les droits dont elles furent dépouillées, et s’investir du haut caractère de Nation libre et indépendante du Roi Ferdinand VII, de ses succeseurs et de la métropole.
En conséquence, ils se jugent investis, de fait et de droit, de pleins et amples pouvoirs pour régler la forme de gouvernement qu’exige la justice et que commandent les circonstances actuelles. Toutes ces Provinces ensemble, et chacune d’elles en particulier, le publient, le déclarent ainsi et le ratifient, s’engageant, par notre organe, à accomplir et soutenir fermement cette volonté, au prix de leurs biens, de leur vie et de leur honneur.
Il est arrêté que communication du présent acte sera donnée à qui il appartiendra pour sa publication ; et qu’en conséquence du respect dû aux nations, les graves motifs qui nous ont portés à cette déclaration solennelle seront détaillés dans un manifeste.
Donnée en la salle des Sessions, signé de notre main, scellé du sceau du Congrès, et contre-signé par nos secrétaires-députés. »

Le 19 juillet, en séance secrète, le député Medrano fit approuver une modification au libellé du serment, consistant en l’ajout suivant (après « indépendant du Roi Ferdinand VII, de ses successeurs et de sa métropole ») :

« et de toute autre domination étrangère. »

De façon contraire aux usages, la déclaration changea le nom du pays, l’appelant Provinces-Unies d’Amérique du Sud, dénomination qui n’avait encore jamais été utilisée jusque-là. Apparemment, le dessein était de proclamer l’indépendance de toutes ou de quasi toutes les colonies espagnoles en Amérique du Sud, pour les unifier en un seul pays, avec Cuzco pour capitale.
Il y a lieu de préciser que, parmi les députés, trois ne purent pas assister à la session du 9 juillet : Del Corro ; le colonel-major Juan José Feliciano Fernández Campero, marquis de Yavi, pour Chichas, qui combattait au front ; et José Moldes, de Salta.

## La monarchie et les fédéralistes
Les débats portant sur la forme de gouvernement débutèrent le 12 juillet, lorsque le député Acevedo eut proposé l’adoption du régime de la monarchie constitutionnelle. Le ton des discussions monta rapidement, et l’on eut à entendre des commentaires acerbes de la part de quelques députés, dénigrant, pour motifs raciaux, la proposition de se choisir un roi issu de la caste des chocolats. Alors que prédominait l’opinion selon laquelle les pourparlers en vue de nommer un roi devaient être engagées, le député fray Justo Santamaría de Oro exigea le 15 juillet que les peuples fussent préalablement consultés avant de prendre quelque résolution que ce fût. La discussion s’enlisa alors rapidement.
Quelques jours après, un Manifeste aux Nations fut finalement rédigé annonçant l’indépendance des Provinces-Unies au reste du monde. Cependant, aucun État ne voulut à ce moment reconnaître l’indépendance du pays, et aucun ne devait le faire avant sept ans.
Peu après la déclaration de l’indépendance, des forces portugaises lancèrent une campagne militaire pour s’emparer de la bande Orientale, fait qui se produisit finalement au mois d’août 1816. L’attitude du chef des fédéralistes, le général José Artigas, qui récusa de fait l’autorité du Directoire et du Congrès, avait servi de justificatif de cette invasion luso-brésilienne.
Cependant, le Directeur suprême lui-même ne voyait pas d’un mauvais œil cette invasion, spéculant que celle-ci lui permettrait — fût-ce au prix de perdre une province — de se libérer de la menace des fédéralistes. Artigas une fois vaincu par les Portugais, raisonna-t-il, il sera aisé de remettre sous l’obédience du gouvernement de Buenos Aires les provinces de Santa Fe, Entre Ríos et Corrientes. Il n’en sera toutefois rien : à l’exception unique de Córdoba, les provinces fédéralistes ne pourront pas être récupérées et n’enverront jamais de députés au Congrès.
En attendant, le Congrès envoya auprès du général envahisseur, Carlos Federico Lecor, une députation, laquelle, instruite en cela par Pueyrredón, non seulement s’abstint d’exiger fermement le retrait des envahisseurs, mais encore s’ingénia à s’assurer l’appui des Portugais dans la lutte du pouvoir central contre Artigas. Le résultat de cette politique fut l’occupation portugaise de Montevideo début 1817, et une longue guerre défensive des Orientaux, jusqu’à leur défaite définitive en 1820.
Le 22 novembre 1816, le Congrès sanctionna un Règlement provisoire, façon de constitution provisoire, mais qui ne fut jamais ratifiée par Pueyrredón.

## Le déménagement
Début 1817, la situation militaire dans le nord du pays devint plus délicate : la campagne de San Martín au Chili engagée, l’armée royaliste du Haut-Pérou pouvait être assurée désormais que la frontière nord resterait dégarnie, ce que le général espagnol José de la Serna mit à profit pour lancer des attaques répétées contre la province de Salta. Bien que repoussées par le général Güemes, ces attaques mettaient en péril – réellement ou en apparence– la sécurité du Congrès.
Il fut donc proposé de transférer le Congrès à Buenos Aires, avec l’argument supplémentaire que le Congrès devait être en contact plus direct avec le Directeur suprême. Ainsi, par un vote rapide, le 17 janvier 1817 – jour de sa dernière session à Tucumán –, le déménagement vers la capitale fut-il prestement décidé. Les députés de Córdoba Cabrera, Corro et Pérez de Bulnes étaient opposés au transfert, et exigeaient que les provinces fussent d’abord consultées. Pour toute réponse, ils furent expulsés du Congrès et détenus pendant quelques semaines.
Si donc le Congrès cessa depuis lors d’être de Tucumán, il est néanmoins d’usage chez les historiens de continuer à le désigner de la sorte, y compris pour l’époque ultérieure ; pourtant, il cessa d’être la caisse de résonance des intérêts des provinces intérieures, pour être désormais soumis à une intense influence du pouvoir exécutif, de la presse et de l’opinion publique de la seule ville de Buenos Aires. En outre, vinrent alors se joindre au Congrès un certain nombre de députés censés représenter des provinces occupées par les royalistes, mais qui avaient été élus non dans ces provinces mêmes, mais par le Cabildo de Buenos Aires.
Durant toute l’année 1817 et la première moitié de 1818, le Congrès ne s’attacha plus qu’à légiférer sur des questions mineures, abstraction faite d’un second Règlement provisoire, sanctionné en décembre 1817, dont l’application resta très limitée.
Dans la période où le Congrès siégeait à Buenos Aires, plus de la moitié des députés furent remplacés par d’autres. Les provinces fédéralistes cependant n’y furent pas davantage représentées qu’auparavant. Le Redactor del Congreso passa aux mains d’un de ces nouveaux députés, Vicente López y Planes, mais perdit à l’échange beaucoup de sa valeur testimoniale.

## La constitution unitaire de 1819
Alors qu’une des principales missions du Congrès était de rédiger la constitution, une longue discussion eut lieu sur l’opportunité d’une telle entreprise. Les députés Sáenz, Serrano et Aráoz, par exemple, objectèrent que

« ...le Congrès n’étant pas habilité, en vertu du système représentatif que le pays a adopté, à déterminer le sort futur des provinces qui, soit parce qu’elles subissent le joug des ennemis, soit par d’autres circonstances, manquent aujourd’hui de représentation compétente, ne l’est donc point davantage à donner une constitution qui s’appliquerait aussi à elles. »

C’est néanmoins l’opinion contraire qui prévalut, soutenue en particulier par les députés portègnes.
En août 1817 fut constituée une commission chargée de rédiger un projet de constitution. Elle se composait des députés Serrano, Sánchez de Bustamante, Diego Estanislao Zavaleta, Sáenz et Paso. Cette commission redigea d’abord le Règlement provisoire, pour, par la suite, l’étendre et le modifier, et ainsi l’amener à prendre forme de constitution.
Le 31 juillet 1818, après plus de deux ans passés sans qu’il eût été fait grand-chose dans ce domaine, le Congrès engagea le débat sur un projet de constitution. Il s’agissait d’un document qui regroupait des dispositions du règlement de 1815 et des lois de l’Assemblée de l’an XIII. D’autre part, nombre de ses normes étaient, de façon générale, issues de la constitution espagnole de 1812.
Vers cette même époque, le chanoine Valentín Gómez, député du Congrès, ayant reçu instruction de nouer des alliances avec la France et la Grande-Bretagne et de trouver un prince européen disposé à occuper le trône des Provinces-Unies, fut envoyé en Europe, mais ne réussit pas à s'acquitter de sa mission. Néanmoins, à une date aussi tardive que novembre 1819 — c’est-à-dire de nombreux mois après la sanction de la Constitution —un projet visant à faire couronner roi des Provinces-Unies l’infant Charles Louis de Bourbon, prince de Lucques, et parent de Ferdinand VII, allait être approuvé.
Le texte définitif de la Constitution argentine de 1819 fut officiellement sanctionné le 22 avril 1819. Il s’agissait d’une constitution de tendance aristocratique et unitaire, qui évitait de se déterminer de façon univoque pour la république ou la monarchie.
Le Manifeste, rédigé par le doyen Gregorio Funes, par lequel la Constitution fut annoncée, exposait :

« Assurément, nous pouvons dire, avec un égal bien-fondé, ce que disait déjà pour son cas particulier une plume savante, que la présente Constitution n’est point : ni la démocratie fougueuse d’Athènes, ni le régime monacal de Sparte, ni l’aristocratie patricienne, ni l’effervescence plébéienne de Rome, ni le gouvernement absolu de la Russie, ni le despotisme de la Turquie, ni la fédération compliquée de quelques États… Un État mitoyen entre la convulsion démocratique, l’injustice aristocratique et l’abus de pouvoir illimité. »

Dans la pratique, la constitution n’arriva jamais à être appliquée : le Directoire continua de se régir selon les statuts antérieurs, tandis que les provinces fédéralistes la rejetèrent résolument. Les autres provinces de l’intérieur jurèrent obéissance à la Constitution, et quelques-unes parmi elles vinrent même à élire des députés et des sénateurs en vue du congrès national projeté. Cependant, vers cette même époque, des groupes d’opposants commençaient à fomenter les révolutions qui allaient renverser les gouvernements de province qu’avait mis en place le Directoire.
La liste des députés signataires de la Constitution s’établit comme suit:
Pour Buenos Aires : Juan José Paso, Antonio Sáenz, Miguel de Azcuénaga, Vicente López y Planes, Matías Patrón, Juan José Viamonte et Luis José de Chorroarín ; pour Catamarca : Manuel Antonio Acevedo, pour Cochabamba : Pedro Buenaventura Carrasco ; pour Córdoba : Alejo Villegas et Benito Lascano ; pour Charcas : José Severo Malabia, José Mariano Serrano (vicepresidente) et Jaime Zudáñez ; pour Chichas : José Andrés Pacheco de Melo pour Jujuy : Teodoro Sánchez de Bustamante ; pour La Rioja : Pedro Ignacio de Castro Barros ; pour Mendoza : Tomás Godoy Cruz ; pour Mizque : Pedro Ignacio Rivera ; pour San Luis : Domingo Guzmán ; pour Santiago del Estero : Pedro León Gallo et Pedro Francisco de Uriarte ; pour Tucumán : Gregorio Funes (président) et José Miguel Díaz Vélez.
On observera que seuls onze des vingt-quatre députés qui votèrent la Constitution avaient aussi voté  en faveur de l’indépendance.

## La dissolution
Le 9 juin 1819, Pueyrredón, désobéi de toutes parts – y compris par le général San Martín, qui refusa l’ordre d’emmener son armée combattre les fédéralistes –, présenta sa démission en tant que Directeur suprême. Le Congrès désigna à sa place le général José Rondeau, qui s’appliqua à poursuivre en tous points la politique de son prédécesseur : offensives militaires contre les fédéralistes, alliances avec l’envahisseur portugais de la bande Orientale, et retrait des troupes qui combattaient dans la guerre d’indépendance pour les aligner dans la guerre civile.
En janvier 1820, le Directoire, fort affaibli, n’était plus guère obéi que dans les provinces de Buenos Aires et de Córdoba et – avec déjà nettement moins d’autorité – dans celles de Salta et de Cuyo, le reste du pays s’étant de fait soustrait à son autorité. Les opérations militaires des fédéralistes, dirigés par Estanislao López et Francisco Ramírez, furent à l'origine de la mutinerie d’Arequito, laquelle à son tour précipita la sécession de Córdoba, à peu près concomitamment avec l’éclatement de la révolution fédéraliste à Cuyo. Le Directeur suprême n’était plus, depuis lors, obéi qu’à Buenos Aires.
Rondeau se mit à la tête de l’armée de la capitale et se porta à la rencontre des fédéralistes. Fut alors élu, pour le suppléer, avec le titre de Directeur interieur de l’État, le député portègne Juan Pedro Aguirre, qui se rendit célèbre par deux actions : il ordonna la détention de Pueyrredón, de Tagle et de Julián Álvarez, tout en leur laissant le loisir de fuir vers Montevideo, et il lança une proclamation incendiaire contre les fédéralistes, annonçant leur arrivée aux portes de Buenos Aires « ...objet de leurs vengeances, victime décrétée dans les conseils de leur irritation. Les prétendus fédéralistes, n’en doutez point, ce qu’ils prétendent faire, est de vous humilier. Ils n’aspirent à nulle autre gloire que d’appuyer la plante insolente de leur pied sur votre noble nuque. »
Rondeau affronta les fédéralistes dans la bataille de Cepeda, le 1er février 1820, et fut complètement vaincu. Alors que ses soldats en fuite rentraient à Buenos Aires, semant le découragement, le général Directeur s’attarda pendant plusieurs jours à rassembler quelques troupes, avec lesquelles il retourna ensuite à la capitale, avec la prétention de recomposer son gouvernement.
Cependant, l’armée fédéraliste, à l’expiration d’un ultimatum de huit jours, avança vers Buenos Aires, annonçant qu’elle n’interromprait sa marche qu’après qu’elle aurait appris la chute du gouvernement en place, et que le peuple de Buenos Aires serait libre d’élire ses autorités. En même temps, le général Miguel Estanislao Soler, commandant en chef de l’armée de campagne, exigeait la démission de Rondeau, affirmant : « Les provinces se sont séparées, par conséquent, qui le Congrès représente-t-il ? Les ennemis ne veulent pas traiter avec une autorité que dépend de lui… »
Le 11 février, Rondeau présenta sa démission, non au Congrès, mais au Cabildo de Buenos Aires. Le Congrès se considéra comme dissous dès ce même instant, et nul ne se souvint plus de la constitution adoptée l’année précédente. Les députés des provinces de l’intérieur, accusés d’avoir collaboré aux manœuvres monarchiques et à l’alliance avec le Portugal, eurent à subir plusieurs semaines de détention, puis, ayant recouvré la liberté, s’empressèrent, en leur grande majorité, à s’enfuir de la ville.
Commençait alors une période d’anarchie, dite Anarchie de l’an XX.